# Quinquenio de Oro (Nacional)

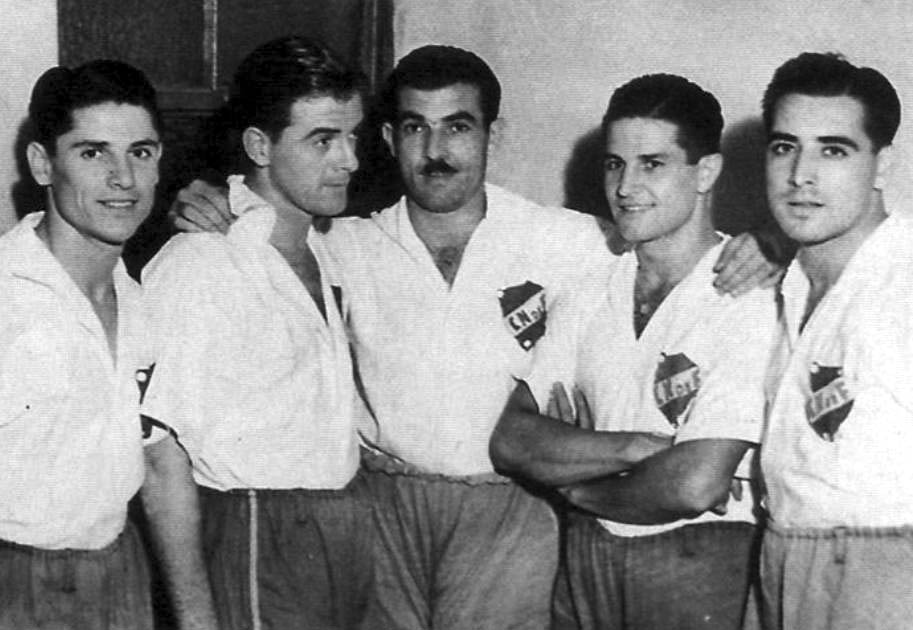
Delantera del Nacional que logró el Quinquenio. De izquierda a derecha: Luis Volpi, Aníbal Ciocca, Atilio García, Ballesteros y Bibiano Zapirain.

Recibe el nombre de Quinquenio de Oro el período histórico de cinco años en el cual el Club Nacional de Football fue pentacampeón del Campeonato Uruguayo de Fútbol en los comienzos de los años 1940 del siglo XX, en lo que fue el período más exitoso del referido club en competencias locales, dónde consiguió obtener varios récords, como el sexenio de la Copa de Honor, un campeonato logrado con todos los puntos obtenidos (1941), la mayor victoria clásica y una racha de diez clásicos ganados consecutivamente.

## Formación del equipo
Nacional se encontraba malherido por los títulos consecutivos que venía obteniendo su clásico rival, y empezó por realizar una campaña de reconquista del título. Entre las medidas para revertir la situación, estuvo la contratación como entrenador del escocés William Reaside, una medida excéntrica para su momento, pero el tiempo dictó que fue acertada.
En ese rastreo por nuevos jugadores, en 1938 llegó al club Atilio García, jugador que marcaría una huella imborrable en la historia del club. La historia de la llegada a Nacional del futbolista nacido en Junín es por demás anecdótica. En virtud de la vieja relación de amistad entre Nacional y el club argentino Boca Juniors, a fines de 1937 viajó hacia Buenos Aires el histórico dirigente tricolor, el doctor Atilio Narancio, para buscar a un atacante de Boca llamado Providente, del cual se tenían buenas referencias e incluso había alternado, ese año, como titular. Ante la imposibilidad de alcanzar el objetivo de negociar a Providente —cuyo pase estaba comprometido para Brasil—, los boquenses le presentaron a Narancio una lista de jugadores transferibles, entre quienes figuraba Atilio García de 23 años que había actuado en Platense en 1936. Narancio no conocía a ninguno de los jugadores de la lista que llegaba a sus manos, pero tuvo la corazonada por el nombre de pila: «Se llama como yo, debe ser bueno... ¿Podrá venir a probarse este Atilio?». García debutó el 15 de enero ante Chacarita en el Estadio Centenario y marcó dos goles. Era su prueba, y aprobó. Luego, se convertiría en un factor desequilibrante y un ídolo histórico de la institución.
Aquel plantel fue formado bajo la dirección técnica de William Reaside quien lo dirigió durante 1938 y 1939, logrando en ese primer año el torneo Nocturno Rioplatense, torneo disputado en Montevideo, Rosario, Buenos Aires y La Plata, entre los grandes clubes rioplatenses y en el clual, Nacional se conoraría campeón derrotando a Peñarol, el 12 de marzo, con dos goles de Atilio. Este evento tuvo su momento cumbre en el partido ante Estudiantes en La Plata, el 19 de febrero. En clima de hostilidad y guerra -incluso con armas de fuego- un dirigente albo bajó al vestuario pidiéndole al capitán, Ricardo Faccio, que perdieran el partido, para asegurar la integridad física de todos; lo que provocó la reacción de Faccio y todo el plantel, que triunfó 2 a 1 (ambos goles de Atilio) terminando varios jugadores con cortes en la cabeza y las camisetas manchadas de sangre, en lo que se llamó «el partido de las camisetas ensangrentadas». Ese torneo fue el primero que logró ese extraordinario plantel que desde entonces, lograría monopolizar todos los campeonatos que disputaba.

## El quinquenio
El plantel en estos cinco años estuvo formado por Aníbal Paz, Rodolfo Pini, Arrazcaeta, Viana, Eugenio Galvalisi, Schubert Gambetta, Luis Ernesto Castro, Aníbal Ciocca, Atilio García, Roberto Porta, Bibiano Zapirain, José Fabrini, Luis Volpi, Cabrera, Héctor Romero, Rodríguez Candales, Di Mateo, Luz, Fernández, Ballesteros, Ricardo Faccio, Arispe, Arturo De León y Hernández.
El año 1939 fue el primero del Quinquenio de Oro. Nacional había sido campeón por puntaje obtenido dentro de los campos de juego pero a raíz del caso Luz perdió el encuentro ganado frente a Racing (6:1). Pérez Luz había sido autorizado por la Asociación para jugar, cumplida una pena en partidos de Segunda División (categoría juvenil en ese entonces); pero luego, se dio marcha atrás esta decisión. Entonces terminó empatada la primera posición entre Nacional y Peñarol y se tuvo que disputar una final para decidir quién sería el campeón. El partido se jugó el 28 de abril de 1940 y Nacional formó con Aníbal Paz; Luis Fazio y Juan Ramón Cabrera; Luis Alberto Pérez Luz, Rodolfo Pini y Eugenio Galvalisi; Luis Volpi, Aníbal Ciocca, Atilio García, Francisco Arispe y Roberto Porta. La final terminó con triunfo de Nacional por 3:2, con goles de Arispe, Volpi y Atilio García. El entrenador era el exfutbolista de la institución, Héctor «Manco» Castro, quien se desempeñaba como ayudante técnico de Reaside, y lo sustituyó una vez éste regresó a Escocia.
En el 40' los tricolores quedaron diez puntos arriba del segundo Rampla Juniors, habiéndole ganado el 8 de diciembre a Peñarol 5:1 en un partido que quedaría para el recuerdo debido a que Atilio García marcó el récord absoluto en partidos clásicos de cuatro goles, con la particularidad de que todos ellos conquistados de cabeza. Ese año se superó al tradicional rival por trece puntos de diferencia, en ese momento una diferencia récord.
El campeonato de 1941 significó un logro histórico, ya que los tricolores se clasificaron campeones invictos sin puntos perdidos: jugaron veinte partidos y ganaron los veinte. El 14 de diciembre, en la última fecha del torneo, Nacional logró la mayor goleada clásica cuando le ganó a Peñarol 6:0 en el recordado Día del 10 a 0, ya que en el partido preliminar el equipo de reserva había vencido 4:0 al conjunto de reservas carboneros, y ambos resultados sumados marcaban los diez festejos tricolores esa tarde en el Estadio Centenario. Nacional alineó a Aníbal Paz; Romero y Rodríguez Candales; Luz, Galvalisi y Gambetta; L. Ernesto Castro, Fabrini, Atilio García, Porta y Zapirain. Los goles bolsilludos fueron convertidos por Zapirain, Atilio en dos ocasiones, el argentino Fabrini, Luis Ernesto Castro y Porta. Además de esta histórica victoria, Nacional alcanzó otros scorers contundentes. A Bella Vista le hizo seis goles (3:2 y 3:1), a Defensor diez (6:0 y 4:1), a Sud América siete (3:2 y 4:2), a Liverpool diez (6:0 y 4:2), a Rampla Juniors diez (4:1 y 6:1) y a Racing Club ocho (4-0 y 4-0), marcando setenta y nueve goles en la temporada.
Finalmente en el campeonato de 1942 y en el de 1943, Nacional volvería a coronarse campeón, por tres y cinco puntos de diferencia a su tradicional rival respectivamente, escolta en ambas ocasiones. El 6 de diciembre de 1942, Nacional le ganó a Peñarol en las cuatro divisiones (el equipo principal y las tres categorías juveniles de ese entonces). El quinquenio se obtendría el día 21 de noviembre de 1943, con triunfo sobre los aurinegros por 3:1, con goles anotados por Porta (doblete) y Atilio García.
| PJ | PG | PE | PP | GF  | GC  |
| 96 | 77 | 9  | 10 | 318 | 108 |
| -- | -- | -- | -- | --- | --- |

## El clásico del 10 a 0
El 14 de diciembre de 1941, Nacional derrotó a Peñarol 6:0 y 4:0 en el partido de Reservas. Por tal motivo, se conoce como el clásico del 10 a 0. Además fue el octavo clásico consecutivo que ganara Nacional, con veintiséis goles a favor y ocho en contra. El clásico se disputó en el Estadio Centenario en el cual se vendieron 40 934 entradas, aunque se calcula que asistieron alrededor de 48 000 pues Peñarol era locatario y sus socios tenían libre acceso. Tanto el primer equipo como la reserva se coronaron campeones de sus respectivas ligas, destacando que el primer equipo finalizó invicto la campaña.

### Partido de Reserva
En el partido de la segunda división Nacional derrotó 4:0 a su tradicional rival, con cuatro goles de Eusebio Urruzmendi. Nacional formó con Francisco Barbotto, Alejandro Morales, Juan Cabrera, Raymundo Anderolo, Rodolfo Pini, Carlos Bartibás, Luis Volpi, Aníbal Ciocca, Eusebio Urruzmendi, Conrado Paech y Enrique Castro. Peñarol se paró en la cancha con Emilio Perduto, Agustín Prado, Geraldo Spésito, Gumersindo Puentes, Adolfo Rodríguez, Leofar Cámera, José María Ortiz, Samuel Hidalgo, Walter Clavarés, Lorenzo Pino y Juan Carlos García. El juez fue Genaro Cirilo y los árbitros de línea José Tecitore y Carlos Bonza.
El primer gol comenzó con Pini dándole un pase largo a Volpi quien, pese a la marca de Spósito, habilitó a Urruzmendi. Dentro del área el centrodelantero eludió a Prado y venció a Pedutto con un tiro sesgado. En el comienzo del segundo tiempo, un rechazo defectuoso de la defensa fue tomado por Volpi que vio a Urruzmendi muy libre. Le alcanzó el balón y ante la salida de Pedutto convirtió el segundo gol con un remate al rincón. Para el tercer gol, con el equipo adversario adelantado, Enrique Castro recogió un despeje de la defensa y emprendió una veloz carrera, lanzando un pase profundo a Urruzmendi que eludió hábilmente a Pedutto e introdujo la pelota en el arco. El último tanto, fue Urruzmendi el que habilitó a Volpi, quien resultó derribado por Carcía dentro del área cuando estaba por rematar. El árbitro pitó penal, y Urruzmendi lo ejecutó rastrero y esquinado, dejando parado al arquero.
| 14 de diciembre de 1941 | Peñarol | 0:4 | Nacional                                                                                                 | Estadio Centenario, Montevideo                            |                                                           |
|                         |         |     | Eusebio Urruzmendi 34' · Eusebio Urruzmendi 46' · Eusebio Urruzmendi 67' · Eusebio Urruzmendi 82' (pen.) | Asistencia: 48 000 espectadores Árbitro(s): Genaro Cirilo | Asistencia: 48 000 espectadores Árbitro(s): Genaro Cirilo |

### Partido de Primera División
En el partido por el campeonato uruguayo Nacional venció a Peñarol por 6:0. Nacional formó con Aníbal Paz en el arco, Héctor Romero y Dándolo Rodríguez Candales en la defensa, Luis Alberto Luz, Eugenio Galvalisi y Schubert Gambetta en el medio campo y José Pedro Fabrini, Atilio García, Roberto Porta, Luis Ernesto Castro y Bibiano Zapirain en la ofensiva. La dirección técnica correspondía a Héctor Castro y Emilio Servetti Mitre era el preparador físico. Por Peñarol salieron Roque Gastón Máspoli, Joaquín Bermúdez, Agenor Muñiz, Raúl Rodríguez, Héctor García, Darío Piñero, Domingo Gelpi, José Antonio Vázquez, Ubdalo Cruche, Severino Varela y Antonio Núñez. Los jueces fueron Aníbal Tejada en el campo, Juan Carlos Armental y Luis Alberto Magliocca en las bandas.
El primer gol fue una jugada colectiva en la que García entregó el balón a Fabrini el cual ejecutó un potente remate que atajó con rebote Máspoli. Muy veloz entró Zapirain y tomó el rebote venciendo al arquero con un tiro cruzado. El segundo gol lo inició Porta, pasándole la pelota a Zapirain que eludió a Raúl ¨Rodríguez y a Bermúdez devolviéndole la pelota a Porta quien remató violentamente contra el arco, produciéndose un rebote en Muniz que llegó a los pies de Castro. Levantó un centro y cabeceó Atilio García, rebotando la pelota en el palo. El rechazo a medias de Bermúdez o tomó el mimo García con tiro cruzado venciendo a Máspoli. Luego, Galvalissi habilitó a Zapirain quien centró la pelota y Fabrini, marcado por Piñero, introdujo de cabeza la pelota en el arco para marcar el 3:0 parcial. En el segundo tiempo, Atilio García habilitó a Zapirain y busca colocación corriendo hacía el área, para que luego le llegué un centro y con un cabezazo vencer al golero. El quinto gol es un tiro alto y cruzado de Castro que pega en el poste y se mete en el arco. Por último, una gran jugada colectiva entre Porta y Castro termina con un remate esquinado de Porta para convertir el 6:0.
| 14 de diciembre de 1941 | Peñarol | 0:6 (0:3) | Nacional | Estadio Centenario, Montevideo                            |                                                           |
|                         |         |           | Bibiano Zapirain 16' · Atilio García 34' · José Pedro Fabrini 41' · Atilio García 71' · Luis Ernesto Castro 76' · Roberto Porta 88' | Asistencia: 52 000 espectadores Árbitro(s): Aníbal Tejada | Asistencia: 52 000 espectadores Árbitro(s): Aníbal Tejada |

## 32 partidos ganados en forma consecutiva
A continuación el detalle de los 32 partidos ganados por Nacional en forma consecutiva por el campeonato uruguayo.
| 13 de octubre de 1940 | Nacional | 3:1 | River Plate |  |  |

| 19 de octubre de 1940 | Nacional | 2:0 | Bella Vista |  |  |

| 27 de octubre de 1940 | Nacional | 2:0 | Sud América |  |  |

| 2 de noviembre de 1940 | Nacional | 4:2 | Defensor |  |  |

| 10 de noviembre de 1940 | Nacional | 3:1 | Montevideo Wanderers |  |  |

| 16 de noviembre de 1940 | Nacional | 3:1 | Liverpool |  |  |

| 24 de noviembre de 1940 | Nacional | 5:3 | Racing |  |  |

| 30 de noviembre de 1940 | Nacional | 6:0 | Central |  |  |

| 8 de diciembre de 1940 | Nacional | 5:1 | Peñarol |  |  |

| 15 de diciembre de 1940 | Nacional | 5:0 | Rampla Juniors |  |  |

| 20 de julio de 1941 | Nacional | 3:2 | Bella Vista |  |  |

| 26 de julio de 1941 | Nacional | 6:0 | Defensor |  |  |

| 3 de agosto de 1941 | Nacional | 3:2 | Sud América |  |  |

| 17 de agosto de 1941 | Nacional | 6:0 | Liverpool |  |  |

| 24 de agosto de 1941 | Nacional | 4:1 | Rampla Juniors |  |  |

| 30 de agosto de 1941 | Nacional | 5:3 | Central |  |  |

| 6 de setiembre de 1941 | Nacional | 3:2 | Montevideo Wanderers |  |  |

| 14 de setiembre de 1941 | Nacional | 1:0 | Peñarol |  |  |

| 21 de setiembre de 1941 | Nacional | 4:0 | Racing |  |  |

| 12 de octubre de 1941 | Nacional | 3:1 | River Plate |  |  |

| 18 de octubre de 1941 | Nacional | 3:1 | Bella Vista |  |  |

| 26 de octubre de 1941 | Nacional | 4:1 | Defensor |  |  |

| 1 de noviembre de 1941 | Nacional | 4:2 | Sud América |  |  |

| 9 de noviembre de 1941 | Nacional | 4:1 | River Plate |  |  |

| 15 de noviembre de 1941 | Nacional | 4:2 | Liverpool |  |  |

| 22 de noviembre de 1941 | Nacional | 6:1 | Rampla Juniors |  |  |

| 26 de noviembre de 1941 | Nacional | 4:0 | Racing |  |  |

| 30 de noviembre de 1941 | Nacional | 3:1 | Central |  |  |

| 7 de diciembre de 1941 | Nacional | 3:2 | Montevideo Wanderers |  |  |

| 14 de diciembre de 1941 | Peñarol | 0:6 | Nacional | Estadio Centenario, Montevideo                            |                                                           |
|                         |         |     | Bibiano Zapirain 16' · Atilio García 34' · José Pedro Fabrini 41' · Atilio García 71' · Luis Ernesto Castro 76' · Roberto Porta 88' | Asistencia: 48 000 espectadores Árbitro(s): Aníbal Tejada | Asistencia: 48 000 espectadores Árbitro(s): Aníbal Tejada |

| 4 de julio de 1942 | Nacional | 4:2 | Sud América |  |  |

| 12 de julio de 1942 | Nacional | 10:1 | Defensor |  |  |

## Récords obtenidos
- En los cinco campeonatos correspondientes a la Copa Uruguaya, desde 1939 a 1943, los tricolores jugaron 96 partidos, ganaron 77, empataron 9 y perdieron sólo 10, se pusieron en juego 192 puntos de los cuales Nacional conquistó 163, convirtió 318 goles y le convirtieron 108.
- En los cinco años el goleador del torneo fue Atilio García, quien obtuvo estea distinción por siete años consecutivos (entre 1938 y 1944).
- Obtuvo el único sexenio de la historia, obteniendo consecutivamente el Torneo de Honor de la AUF entre 1938 y 1943.
- En el campeonato de 1941 logró salir campeón invicto, ganando todos los partidos en un caso único en la historia del fútbol profesional uruguayo.
- Esa increíble racha de triunfos, se estiró a 32 partidos ganados consecutivamente por el Campeonato Uruguayo (entre 1940 y 1942), la mayor de la historia en el fútbol uruguayo.[8]
- La racha de partidos invicto (sin perder) alcanzó los 34 partidos, también entre 1940 y 1942.[9]
- Mantuvo una fuerte paternidad clásica: entre 1938 y 1943 se disputaron 23 clásicos con 18 victorias de Nacional y sólo 4 derrotas.[10]
- En ese sentido, en este periodo se logró acumular victorias ante Peñarol, de tal forma, el 21 de noviembre de 1943 se cumplieron 10 victorias consecutivas sobre Peñarol en el Campeonato Uruguayo.[11]
- Se destacan la histórica goleada sobre los aurinegros por 6 a 0, el 14 de diciembre de 1941 y el triunfo 5 a 1 del 8 de diciembre de 1940 con cuatro goles marcados por Atilio García.